# Iglesia de San Juan Bautista (Herrera del Duque)
La iglesia de San Juan Bautista de Herrera del Duque (Provincia de Badajoz, España), se encuentra situada en la parte más alta de la localidad. Está dedicada a San Juan Bautista.

## Historia
La iglesia es de sólida construcción y proporciones catedralicias, consta de tres naves abovedadas y su armazón se sostiene por numerosas pilastras de gran consistencia. El edificio por parte oeste parece haber sido una fortaleza sólida. Los datos más antiguos que conocemos de su existencia son de 1483, pero son muchos los indicios que atestiguan épocas anteriores. Fue ampliada entre 1494 y 1500, mezclándose los estilos desde un mudéjar primitivo a un gótico final. 

## Arquitectura

### Exterior
Su exterior es de mampostería, con estribos de ladrillos y piedra, y arcos arbotantes del mismo material en la capilla mayor, con dos arcos a la entrada del barrio del Barruelo. La portada, con arquería mudéjar de dos puertas de entrada, entre las cuales se encuentra el escudo de los Pecos, esculpido toscamente en piedra granítica. Las puertas citadas están mirando al norte, son de gran tamaño, góticas y con arcos de medio punto, rebajados sobre pilares, de los cuales el intermedio está decorado con arquerías y angulados. Una de ellas tiene cancel. Tiene además otra puerta llamada del Sol que da al huerto o viejo cementerio, donde hace pocos años se ha construido un edificio destinado al Centro Parroquial. La torre está colocada en su parte oeste, sobre la casa rectoral; es de ladrillo y semejante a una azotea cuadrada, con tejado de cuatro corrientes; tiene dos campanas y hasta hace poco un espacio cubierto para el reloj que ya ha sido desmantelado.

### Interior
El interior de las iglesias de estilo renacentista está dividido en tres naves. La del centro y más amplia es el lugar en que los fieles, en cómodos bancos y con calefacción, siguen el culto divino frente al altar mayor. Doce gruesos pilares cuadrados, con simples molduras por capiteles en los arranques de los arcos, sostienen su interior con 60 varas de largo por 34 de ancho.

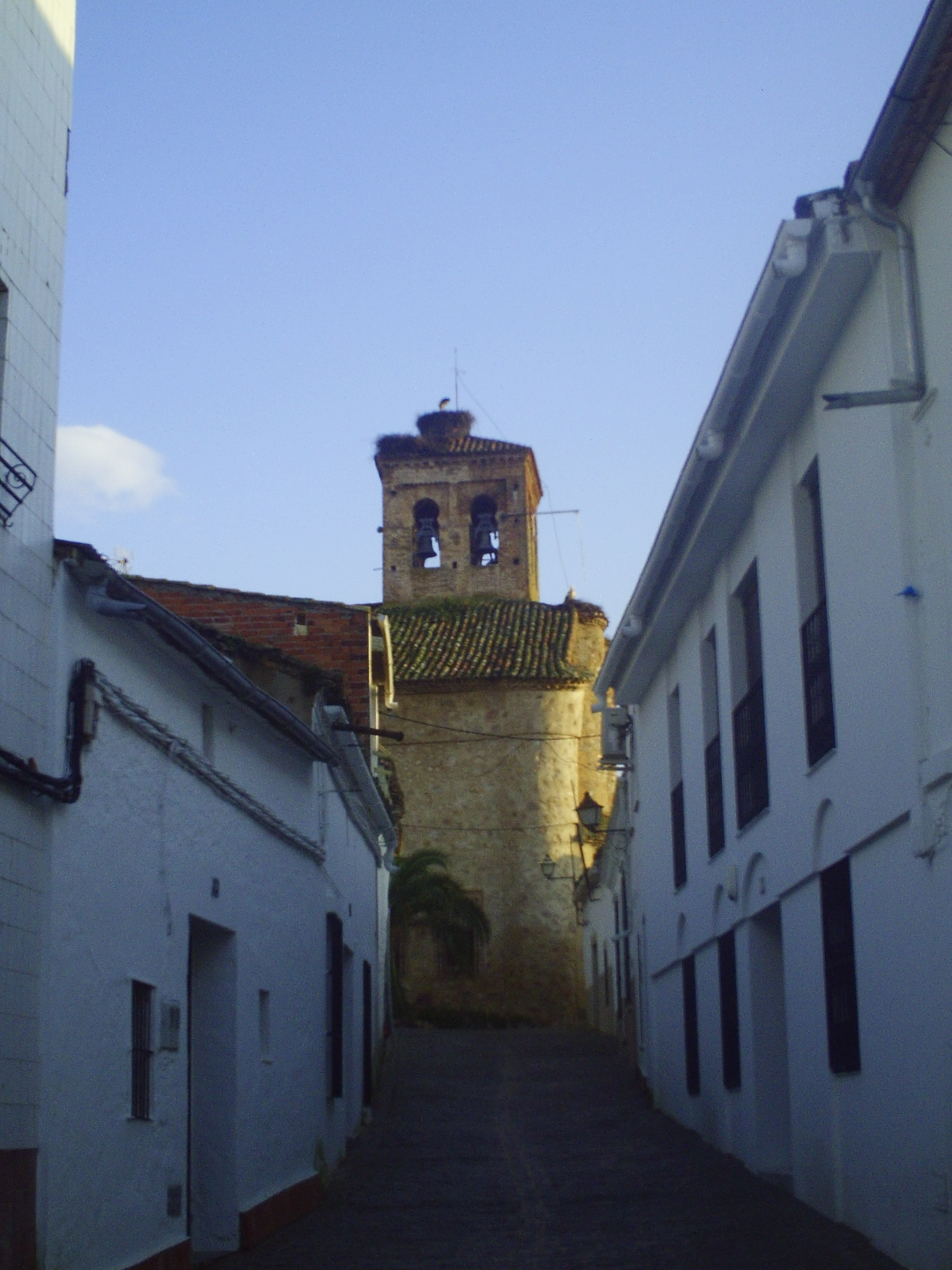
Torre de la iglesia

La capilla mayor, reconstruida, está cubierta por cúpula y fue realizada en 1660, sustituyó a una bóveda de crucería a la que corresponden los arbotantes y dibujada en las pechinas por debajo de unos medallones, en los que se ven pintadas las imágenes de los Evangelistas, aparece la siguiente inscripción: ”Hízose esta capilla con su pintura a consta de los señores interesados con ayuda de esta villa siendo cura propio el Licenciado Brdo. Rs, mayordomo Aº Gómez Grano de Oro año 1660”.
A los pies de la iglesia se desarrolla una tribuna sobre triple arcada con sus accesos, sotocoro y otras capillas menores así como la base de la torre. Hasta la centuria pasada, esta zona se mantuvo como espacio libre, donde se situaba una plaza y el cementerio del lugar, en la actualidad se encuentra embutida entre construcciones.

## Retablo
Entre los objetos de valor que esta iglesia posee, podemos citar el valioso retablo, desaparecido en parte, dorado, con tallas policromadas de Gregorio Prado, de estilo plateresco y pinturas manieristas, en tablas, de Juan Correa de Vivar. Este retablo se hizo entre 1546 y 1550. Durante la Guerra Civil el templo se convirtió en garaje despoblándose totalmente de imágenes y objetos de culto, desapareciendo también dicho retablo y la custodia. Esta y algunos cuadros fueron recuperados. Se conservan once, de un valor incalculable. Los grandes representan: La Visitación, El Bautismo de Jesús, la Predicación del Bautista, la Degollación del Bautista, la Santa Cena, la Oración del Huerto, la Flagelación y el Desprendimiento de Jesús; y los pequeños: la Anunciación, el Nacimiento y la Presentación. 
El nuevo retablo mayor fue inaugurado y bendecido por el Obispo de Toledo en 1956 y ocupa el centro frontal de la iglesia, es de estilo barroco, de madera tallada en dorado, tiene cuatro columnas adornadas con racimos de uvas en negro. En la parte inferior a ambos lados, lleva dos cuadros en lienzo; uno con el Bautismo de Jesús y el otro el Niño Jesús con San Juan; en el centro la imagen de San Juan Bautista tallada en madera y en los laterales el Corazón de María y el Corazón de Jesús, hechos de pastamadera, y en la terminación el símbolo del Espíritu Santo. El Manifestador en metal dorado, sobre el sagrario, cubre la parte central. 

## Sagrario
Merece especial mención el actual sagrario, obra del artífice don Mariano Molagón. Fue regalado por todos los cristianos del pueblo y se colocó el 8 de junio de 1944, el día del Señor. Es de metal dorado, con siete esmaltes de colores. Entre los objetos de culto, es digna de ser destacada la custodia perteneciente a la Cofradía de la Sacramental de esta parroquia, la cual solamente se usa en la procesión del Día del Señor y en la exposición al Santísimo durante Semana Santa. Realizada en plata con un peso de cuarenta kilos de peso ejecutada en el siglo XVI por Gregorio Borja y Franco Morales.